# Echinocamptus parvus
Echinocamptus parvus är en kräftdjursart som beskrevs av Borutsky 1931. Echinocamptus parvus ingår i släktet Echinocamptus och familjen Canthocamptidae. Inga underarter finns listade i Catalogue of Life.